# Кан Сенхуі
Кан Сенхуі (康僧會, д/н — 280) — буддистський чернець з південно—східної держави У часів Трицарства (220–280), перекладач, коментатор буддистських сутр, знавець конфуціанських канонів, пропагандист примирення конфуціанства і буддизму.

## Життєпис
Про молоді роки його мало відомостей. Його родина походила з Хорезму. Дід перебрався до Індії, батько—торговець — до Аннаму (територія сучасного В'єтнаму). У 247 році Кан Сенхуі прибув до Цзянь (на території сучасного Нанкіна, провінція Цзянсу), де згодом на його честь була вибудувана буддистська пагода Цзяньчу-сі, перша в районі на південь від р.Янцзи. Помер у 280 році.

## Творчість
Головні твори засновані на перекладах санскритських джерел: «У пінь» — «Чесноти при династії У» (інший переклад «Записки про три скарби буддизму усіх епох»), «Лю ду цзи цзін» — «Шість ступенів порятунку в збірках сутр». Кан Сенхуі належать також коментарі та передмови до низки ранніх перекладів буддистських сутр.
Він націлював адептів буддизму на «заспокоєння розуму» за допомогою придушення чуттєвих «пристрастей» за допомогою дихальної і медитативної практики психорегулювання. У буддистському дусі інтерпретував конфуціанське поняття жень дао («шлях гуманності»). Наполягав на вивченні «Чжоу і» та «Ши цзин», в яких вбачав роз'яснення буддистських істин.